# Dichostereum pallescens
Dichostereum pallescens är en svampart som först beskrevs av Ludwig David von Schweinitz, och fick sitt nu gällande namn av Boidin & Lanq. 1977. Dichostereum pallescens ingår i släktet Dichostereum och familjen Lachnocladiaceae.   Inga underarter finns listade i Catalogue of Life.